# Dorcatoma integra
Dorcatoma integra är en skalbaggsart som först beskrevs av Henry Clinton Fall 1901.  Dorcatoma integra ingår i släktet Dorcatoma och familjen trägnagare. Inga underarter finns listade i Catalogue of Life.